# 화가의 아틀리에
《화가의 아틀리에》(L'Atelier du peintre)는 귀스타브 쿠르베가 1855년에 제작한 그림이다. 오르세 미술관 소장. 1850년에 대작 《오르낭의 매장》으로 매도된 쿠르베는 1855년 만국 박람회 개최를 기회로 화단에 도전하는 특별한 작품을 제작했다. 그것이 이 작품인데, 화가는 《화가의 아틀리에, 나의 7년에 걸친 예술생활을 요약하는 실재(實在)의 우화(寓話)》(L'Atelier du peintre. Allégorie réelle déterminant une phase de sept années de ma vie artistique et morale.)라고 제목을 붙이고 있다.
화실 안에는 하나의 사회를 묘사하는 것으로서 우측에는 독서하는 시인 보들레르를 비롯하여, 친우인 사회주의자 프루동이 그려지고, 자유로운 사랑을 나타낸 연애하는 젊은이 등 모든 아름다운 세계가 그려지고 있으며 좌측에는 사회에 오염되고 더러운 면이 그려졌는데, 거지부터 그가 싫어하는 승려, 밀렵자 등과 거기에 잡다하게 섞여 군상(群像)을 이루었다. 그리고 중앙에 쿠르베가 몸을 뒤로 젖히고서 고향의 풍경을 그리고 있으며, 그 앞에 감탄하여 쳐다보고 있는 것은 순진함을 상징하는 어린이다. 이 화실은 상상할 수 없을 만큼 짙은 분위기에 갇혀서, 그 초점에 화가의 모습이 그려져 있다. 그런데 화면을 상하로 나눠 보면, 많은 인물은 대개 하반에 배치되었고 상반은 벽과 창만 그려져 있다. 쿠르베는 그 부분에는 눈에 띄는 물건은 그리지 않고 있으며 또한 공간을 긴축시키고 있다.

## 참고 문헌
- 이 문서에는 다음커뮤니케이션(현 카카오)에서 GFDL 또는 CC-SA 라이선스로 배포한 글로벌 세계대백과사전의 내용을 기초로 작성된 글이 포함되어 있습니다.